# 仰景镇区
仰景镇区，是缅甸仰光省丁眼遵县下辖的一个镇区。

## 历史沿革
2022年4月30日，仰景镇区划归丁眼遵县管辖。